# Брондбю (стадион)
«Бро́ндбю» (дат. Brøndby Stadion) — стадион в коммуне Брённбю (Дания), домашняя арена футбольного клуба «Брондбю». Неофициальное название стадиона — «Вильфорт Парк», данное болельщиками в честь легенды «Брондбю» Кима Вильфорта.
История стадиона начинается в 1965 году. До 1978 года он представлял собой лишь футбольное поле с легкоатлетической дорожкой без капитальных трибун. В 1978 году была построена трибуна с вместимостью чуть более тысячи зрителей. В 1982 году вместимость была увеличена до 5 000, а в 1989 году перед выступлением в Кубке УЕФА была убрана беговая дорожка и стадион смог принимать более 10 тысяч зрителей.
В 1998 году клуб «Брондбю» приобрёл стадион у муниципалитета, а в 1999—2000 годах была проведена полная реконструкция стадиона, после которой стадион стал вмещать 29 тысяч зрителей (однако на играх под эгидой УЕФА может присутствовать лишь до 23400 человек из-за требований к сидениям). В 2000-е годы сборная Дании по футболу провела на стадионе три товарищеских матча.
Рекорд посещаемости — 31 508 зрителей — был зафиксирован 18 июня 2003 года в матче «Брондбю» с «Копенгагеном».